# Svédország az 1994. évi téli olimpiai játékokon
Svédország a norvégiai Lillehammerben megrendezett 1994. évi téli olimpiai játékok egyik részt vevő nemzete volt. Az országot az olimpián 10 sportágban 84 sportoló képviselte, akik összesen 3 érmet szereztek.

## Érmesek
| Érem  | Versenyző | Sportág      | Versenyszám   |
| ----- | --- | ------------ | ------------- |
| Arany | Pernilla Wiberg | Alpesisí     | Női összetett |
| Arany | Nemzeti válogatott Håkan Algotsson Tomas Jonsson Christian Due-Boje Patrik Juhlin Leif Rohlin Magnus Svensson Roger Hansson Håkan Loob Fredrik Stillman Stefan Örnskog Niklas Eriksson Daniel Rydmark Jonas Bergqvist Kenny Jönsson Jörgen Jönsson Peter Forsberg Charles Berglund Andreas Dackell Mats Näslund Roger Johansson Patric Kjellberg Tommy Salo | Jégkorong    | Férfi         |
| Ezüst | Marie Lindgren | Síakrobatika | Női ugrás     |

## Alpesisí
Férfi
| Versenyző      | Versenyszám            | 1. futam      | 1. futam      | 2. futam | 2. futam | Összesítés | Összesítés |
| Versenyző      | Versenyszám            | Idő           | Hely.         | Idő      | Hely.    | Idő        | Helyezés   |
| -------------- | ---------------------- | ------------- | ------------- | -------- | -------- | ---------- | ---------- |
| Patrik Järbyn  | Lesiklás               |               |               |          |          | 1:48,05    | 34.        |
| Patrik Järbyn  | Óriás-műlesiklás       | nem ért célba | nem ért célba | kiesett  | kiesett  | kiesett    | kiesett    |
| Patrik Järbyn  | Szuperóriás-műlesiklás |               |               |          |          | 1:34,51    | 18.        |
| Fredrik Nyberg | Lesiklás               |               |               |          |          | 1:47,97    | 32.        |
| Fredrik Nyberg | Óriás-műlesiklás       | 1:29,96       | 15.*          | 1:24,98  | 18.      | 2:54,94    | 18.        |
| Fredrik Nyberg | Szuperóriás-műlesiklás |               |               |          |          | 1:34,96    | 25.        |
| Tobias Hellman | Műlesiklás             | nem ért célba | nem ért célba | kiesett  | kiesett  | kiesett    | kiesett    |
| Tobias Hellman | Óriás-műlesiklás       | nem ért célba | nem ért célba | kiesett  | kiesett  | kiesett    | kiesett    |
| Tobias Hellman | Szuperóriás-műlesiklás |               |               |          |          | 1:34,59    | 19.        |
| Johan Wallner  | Műlesiklás             | nem ért célba | nem ért célba | kiesett  | kiesett  | kiesett    | kiesett    |
| Johan Wallner  | Óriás-műlesiklás       | 1:31,57       | 27.           | 1:25,89  | 24.      | 2:57,46    | 25.        |
| Mats Ericson   | Műlesiklás             | 1:03,25       | 16.           | 1:02,24  | 14.      | 2:05,49    | 13.        |
| Thomas Fogdö   | Műlesiklás             | 1:02,98       | 15.           | 1:00,07  | 4.       | 2:03,05    | 5.         |

| Versenyző      | Versenyszám | Lesiklás | Lesiklás | Műlesiklás | Műlesiklás | Műlesiklás | Műlesiklás | Műlesiklás | Műlesiklás | Összesítés | Összesítés |
| Versenyző      | Versenyszám | Lesiklás | Lesiklás | 1. futam   | 1. futam   | 2. futam   | 2. futam   | Össz.      | Össz.      | Összesítés | Összesítés |
| Versenyző      | Versenyszám | Idő      | Hely.    | Idő        | Hely.      | Idő        | Hely.      | Idő        | Hely.      | Idő        | Helyezés   |
| -------------- | ----------- | -------- | -------- | ---------- | ---------- | ---------- | ---------- | ---------- | ---------- | ---------- | ---------- |
| Tobias Hellman | Összetett   | 1:40,25  | 29.      | 52,00      | 10.        | 49,49      | 13.        | 1:41,49    | 10.        | 3:21,74    | 13.        |
| Patrik Järbyn  | Összetett   | 1:38,44  | 12.      | kizárták   | kizárták   | kiesett    | kiesett    | kiesett    | kiesett    | kiesett    | kiesett    |
| Fredrik Nyberg | Összetett   | 1:38,40  | 11.      | 52,56      | 15.        | 49,34      | 9.**       | 1:41,90    | 13.        | 3:20,30    | 8.         |

Női
| Versenyző          | Versenyszám            | 1. futam      | 1. futam      | 2. futam | 2. futam | Összesítés | Összesítés |
| Versenyző          | Versenyszám            | Idő           | Hely.         | Idő      | Hely.    | Idő        | Helyezés   |
| ------------------ | ---------------------- | ------------- | ------------- | -------- | -------- | ---------- | ---------- |
| Erika Hansson      | Lesiklás               |               |               |          |          | 1:39,40    | 34.        |
| Erika Hansson      | Műlesiklás             | nem ért célba | nem ért célba | kiesett  | kiesett  | kiesett    | kiesett    |
| Erika Hansson      | Óriás-műlesiklás       | nem ért célba | nem ért célba | kiesett  | kiesett  | kiesett    | kiesett    |
| Erika Hansson      | Szuperóriás-műlesiklás |               |               |          |          | 1:24,50    | 27.*       |
| Pernilla Wiberg    | Lesiklás               |               |               |          |          | 1:37,61    | 9.         |
| Pernilla Wiberg    | Műlesiklás             | 59,05         | 2.            | 57,63    | 6.       | 1:56,68    | 4.         |
| Pernilla Wiberg    | Óriás-műlesiklás       | nem ért célba | nem ért célba | kiesett  | kiesett  | kiesett    | kiesett    |
| Pernilla Wiberg    | Szuperóriás-műlesiklás |               |               |          |          | 1:22,67    | 4.         |
| Kristina Andersson | Műlesiklás             | 1:01,46       | 18.           | 59,29    | 19.      | 2:00,75    | 19.        |
| Kristina Andersson | Óriás-műlesiklás       | nem ért célba | nem ért célba | kiesett  | kiesett  | kiesett    | kiesett    |
| Ylva Nowén         | Óriás-műlesiklás       | nem ért célba | nem ért célba | kiesett  | kiesett  | kiesett    | kiesett    |
| Christina Rodling  | Műlesiklás             | 1:01,01       | 14.           | 58,06    | 12.      | 1:59,07    | 13.        |

| Versenyző       | Versenyszám | Lesiklás | Lesiklás | Műlesiklás | Műlesiklás | Műlesiklás | Műlesiklás | Műlesiklás | Műlesiklás | Összesítés | Összesítés |
| Versenyző       | Versenyszám | Lesiklás | Lesiklás | 1. futam   | 1. futam   | 2. futam   | 2. futam   | Össz.      | Össz.      | Összesítés | Összesítés |
| Versenyző       | Versenyszám | Idő      | Hely.    | Idő        | Hely.      | Idő        | Hely.      | Idő        | Hely.      | Idő        | Helyezés   |
| --------------- | ----------- | -------- | -------- | ---------- | ---------- | ---------- | ---------- | ---------- | ---------- | ---------- | ---------- |
| Erika Hansson   | Összetett   | 1:29,93  | 21.      | 51,12      | 7.         | 49,12      | 12.        | 1:40,24    | 8.         | 3:10,17    | 11.        |
| Pernilla Wiberg | Összetett   | 1:28,70  | 5.       | 49,35      | 1.         | 47,11      | 2.         | 1:36,46    | 2.         | 3:05,16    |            |

* - egy másik versenyzővel azonos eredményt ért el

* - egy másik csapattal azonos időt értek el

## Biatlon
Férfi
| Versenyző                                              | Versenyszám      | Lövőhiba    | Időeredmény | Helyezés |
| ------------------------------------------------------ | ---------------- | ----------- | ----------- | -------- |
| Per Brandt                                             | 10 km sprint     | 1 (1+0)     | 31:27,4     | 38.      |
| Per Brandt                                             | 20 km egyéni     | 3 (0+1+1+1) | 1:01:09,4   | 27.      |
| Ulf Johansson                                          | 10 km sprint     | 3 (2+1)     | 30:24,2     | 20.      |
| Ulf Johansson                                          | 20 km egyéni     | 4 (0+2+1+1) | 1:02:14,2   | 42.      |
| Glenn Olsson                                           | 20 km egyéni     | 7 (2+1+1+3) | 1:07:55,9   | 66.      |
| Leif Andersson                                         | 20 km egyéni     | 1 (0+1+0+0) | 1:01:03,7   | 25.      |
| Per Brandt Mikael Löfgren Leif Andersson Ulf Johansson | 4 × 7,5 km váltó | 0+0         | 1:34:38,8   | 11.      |

Női
| Versenyző                                                         | Versenyszám      | Lövőhiba    | Időeredmény | Helyezés |
| ----------------------------------------------------------------- | ---------------- | ----------- | ----------- | -------- |
| Catarina Eklund                                                   | 7,5 km sprint    | 2 (2+0)     | 29:44,6     | 59.      |
| Catarina Eklund                                                   | 15 km egyéni     | 5 (3+0+0+2) | 1:00:38,4   | 60.      |
| Christina Eklund                                                  | 7,5 km sprint    | 5 (4+1)     | 31:10,0     | 67.      |
| Christina Eklund                                                  | 15 km egyéni     | 4 (2+0+1+1) | 1:00:25,6   | 58.      |
| Maria Schylander                                                  | 15 km egyéni     | 3 (1+0+0+2) | 59:14,2     | 46.      |
| Eva-Karin Westin                                                  | 7,5 km sprint    | 2 (2+0)     | 29:50,4     | 60.      |
| Eva-Karin Westin Catarina Eklund Maria Schylander Heléne Dahlberg | 4 × 7,5 km váltó | 0           | 1:58:07,2   | 9.       |

## Bob
| Versenyző                                                      | Versenyszám | 1. futam | 1. futam | 2. futam | 2. futam | 3. futam | 3. futam | 4. futam | 4. futam | Összesítés | Összesítés |
| Versenyző                                                      | Versenyszám | Idő      | Hely.    | Idő      | Hely.    | Idő      | Hely.    | Idő      | Hely.    | Idő        | Helyezés   |
| -------------------------------------------------------------- | ----------- | -------- | -------- | -------- | -------- | -------- | -------- | -------- | -------- | ---------- | ---------- |
| Fredrik Gustafsson Hans Byberg                                 | Kettes      | 53,40    | 19.      | 53,69    | 20.      | 53,60    | 23.      | 53,84    | 21.      | 3:34,53    | 22.        |
| Fredrik Gustafsson Jörgen Kruse Lennart Westermark Hans Byberg | Négyes      | 52,53    | 19.      | 52,49    | 15.*     | 52,58    | 15.*     | 52,72    | 15.      | 3:30,32    | 17.        |

* - egy másik csapattal azonos eredményt ért el

## Gyorskorcsolya
Férfi
| Versenyző      | Versenyszám | Eredmény | Helyezés |
| -------------- | ----------- | -------- | -------- |
| Per Bengtsson  | 5000 m      | 6:57,37  | 14.      |
| Per Bengtsson  | 10 000 m    | 14:48,00 | 16.      |
| Magnus Enfeldt | 500 m       | 38,10    | 34.*     |
| Magnus Enfeldt | 1000 m      | 1:15,18  | 23.      |
| Hans Markström | 500 m       | 37,53    | 25.      |
| Hans Markström | 1000 m      | 1:15,50  | 29.      |
| Jonas Schön    | 5000 m      | 6:53,39  | 12.      |
| Jonas Schön    | 10 000 m    | 14:10,15 | 8.       |

Női
| Versenyző    | Versenyszám | Eredmény | Helyezés |
| ------------ | ----------- | -------- | -------- |
| Jasmin Krohn | 3000 m      | 4:33,34  | 20.      |

* - egy másik versenyzővel azonos eredményt ért el

## Jégkorong
| Svéd nemzeti férfi jégkorongcsapat-játékoskeret                                                                                                  | Svéd nemzeti férfi jégkorongcsapat-játékoskeret                                                                                   | Svéd nemzeti férfi jégkorongcsapat-játékoskeret                                                   |
| --- | --- | ------------------------------------------------------------------------------------------------- |
| - Håkan Algotsson - Charles Berglund - Jonas Bergqvist - Andreas Dackell - Christian Due-Boje - Niklas Eriksson - Peter Forsberg - Roger Hansson | - Patric Kjellberg - Roger Johansson - Tomas Jonsson - Kenny Jönsson - Jörgen Jönsson - Patrik Juhlin - Håkan Loob - Mats Näslund | - Stefan Örnskog - Leif Rohlin - Daniel Rydmark - Tommy Salo - Magnus Svensson - Fredrik Stillman |

B csoport
| Hely. | Csapat           | M | Gy | D | V | G+ | G– | Gk  | P | Továbbjutás     |
| ----- | ---------------- | - | -- | - | - | -- | -- | --- | - | --------------- |
| 1.    | Szlovákia        | 5 | 3  | 2 | 0 | 26 | 14 | +12 | 8 | Negyeddöntő     |
| 2.    | Kanada           | 5 | 3  | 1 | 1 | 17 | 11 | +6  | 7 | Negyeddöntő     |
| 3.    | Svédország       | 5 | 3  | 1 | 1 | 23 | 13 | +10 | 7 | Negyeddöntő     |
| 4.    | Egyesült Államok | 5 | 1  | 3 | 1 | 21 | 17 | +4  | 5 | Negyeddöntő     |
| 5.    | Olaszország      | 5 | 1  | 0 | 4 | 15 | 31 | −16 | 2 | A 9–12. helyért |
| 6.    | Franciaország    | 5 | 0  | 1 | 4 | 11 | 27 | −16 | 1 | A 9–12. helyért |

1. 1 2  Svédország 2–3 Kanada

| 1994. február 13. 15:00 | Svédország (SWE) | 4–4 (2–1, 0–2, 2–1) | Szlovákia (SVK) | Håkons Hall, Lillehammer Nézőszám: 9213 |

| | Håkan Algotsson | Kapusok                          | Eduard Hartmann | Játékvezető: Kevin Muench Vonalbírók: Jouni Lojander Helmuth Mair |
| \| Loob (Jonsson, Stillman) (PP) − 07:42 \| 1–0 \| \| \| \| 1–1 \| 11:51 − Jánoš (Pálffy) \| \| Juhlin (Näslund) − 12:14 \| 2–1 \| \| \| \| 2–2 \| 20:11 − Šatan (Bača) \| \| \| 2–3 \| 23:29 − Šťastný (Daňo) \| \| Hansson − 46:39 \| 3–3 \| \| \| K. Jönsson − 48.57 \| 4–3 \| \| \| \| 4–4 \| 54:12 − Kontšek (Haščák, Kolník) \| |                 |                                  |                 | Játékvezető: Kevin Muench Vonalbírók: Jouni Lojander Helmuth Mair |
| 10 perc | Büntetések      | 16 perc                          |                 | Játékvezető: Kevin Muench Vonalbírók: Jouni Lojander Helmuth Mair |
| 28 | Lövések         | 21                               |                 | Játékvezető: Kevin Muench Vonalbírók: Jouni Lojander Helmuth Mair |
| Loob (Jonsson, Stillman) (PP) − 07:42 | 1–0             |                                  |                 | Játékvezető: Kevin Muench Vonalbírók: Jouni Lojander Helmuth Mair |
| | 1–1             | 11:51 − Jánoš (Pálffy)           |                 | Játékvezető: Kevin Muench Vonalbírók: Jouni Lojander Helmuth Mair |
| Juhlin (Näslund) − 12:14 | 2–1             |                                  |                 | Játékvezető: Kevin Muench Vonalbírók: Jouni Lojander Helmuth Mair |
| | 2–2             | 20:11 − Šatan (Bača)             |                 |                                                                   |
| | 2–3             | 23:29 − Šťastný (Daňo)           |                 |                                                                   |
| Hansson − 46:39 | 3–3             |                                  |                 |                                                                   |
| K. Jönsson − 48.57 | 4–3             |                                  |                 |                                                                   |
| | 4–4             | 54:12 − Kontšek (Haščák, Kolník) |                 |                                                                   |

| 1994. február 15. 15:00 | Svédország (SWE) | 4–1 (1–0, 1–1, 2–0) | Olaszország (ITA) | Håkons Hall, Lillehammer Nézőszám: 8731 |

| | Håkan Algotsson | Kapusok                         | Bruno Campese | Játékvezető: Peter Slapke Vonalbírók: Wilhelm Schimm Miloš Benek |
| \| Due-Boje (Loob, Kjellberg) − 19:34 \| 1–0 \| \| \| \| 1–1 \| 24:18 − Zarrillo (Orlando) (SH) \| \| Stillman (Loob) − 37:03 \| 2–1 \| \| \| Juhlin (Berglund, Näslund) − 41:10 \| 3–1 \| \| \| Svensson (Berglund) (PP) − 43:52 \| 4–1 \| \| |                 |                                 |               | Játékvezető: Peter Slapke Vonalbírók: Wilhelm Schimm Miloš Benek |
| 6 perc | Büntetések      | 10 perc                         |               | Játékvezető: Peter Slapke Vonalbírók: Wilhelm Schimm Miloš Benek |
| 39 | Lövések         | 18                              |               | Játékvezető: Peter Slapke Vonalbírók: Wilhelm Schimm Miloš Benek |
| Due-Boje (Loob, Kjellberg) − 19:34 | 1–0             |                                 |               | Játékvezető: Peter Slapke Vonalbírók: Wilhelm Schimm Miloš Benek |
| | 1–1             | 24:18 − Zarrillo (Orlando) (SH) |               | Játékvezető: Peter Slapke Vonalbírók: Wilhelm Schimm Miloš Benek |
| Stillman (Loob) − 37:03 | 2–1             |                                 |               | Játékvezető: Peter Slapke Vonalbírók: Wilhelm Schimm Miloš Benek |
| Juhlin (Berglund, Näslund) − 41:10 | 3–1             |                                 |               |                                                                  |
| Svensson (Berglund) (PP) − 43:52 | 4–1             |                                 |               |                                                                  |

| 1994. február 17. 17:30 | Franciaország (FRA) | 1–7 (0–3, 1–2, 0–2) | Svédország (SWE) | Gjøvik Olympic Cavern Hall, Gjøvik Nézőszám: 5150 |

| | Michel Vallière | Kapusok                                | Tommy Salo | Játékvezető: Valerij Bokarev Vonalbírók: Lonnie Cameron Pierre Tremblay |
| \| \| 0–1 \| 00:35 − Hansson \| \| \| 0–2 \| 08:23 − Loob (Stillman) \| \| \| 0–3 \| 16.36 − Forsberg (Hansson) \| \| \| 0–4 \| 20:35 − Hansson \| \| \| 0–5 \| 30:47 − Örnskog (PP) \| \| LeMarque (PP) − 31:57 \| 1–5 \| \| \| \| 1–6 \| 47:33 − Johansson (Eriksson) (PP) \| \| \| 1–7 \| 51:42 − Stillman (Bergqvist, Forsberg) \| |                 |                                        |            | Játékvezető: Valerij Bokarev Vonalbírók: Lonnie Cameron Pierre Tremblay |
| 16 perc | Büntetések      | 20 perc                                |            | Játékvezető: Valerij Bokarev Vonalbírók: Lonnie Cameron Pierre Tremblay |
| 10 | Lövések         | 47                                     |            | Játékvezető: Valerij Bokarev Vonalbírók: Lonnie Cameron Pierre Tremblay |
| | 0–1             | 00:35 − Hansson                        |            | Játékvezető: Valerij Bokarev Vonalbírók: Lonnie Cameron Pierre Tremblay |
| | 0–2             | 08:23 − Loob (Stillman)                |            | Játékvezető: Valerij Bokarev Vonalbírók: Lonnie Cameron Pierre Tremblay |
| | 0–3             | 16.36 − Forsberg (Hansson)             |            | Játékvezető: Valerij Bokarev Vonalbírók: Lonnie Cameron Pierre Tremblay |
| | 0–4             | 20:35 − Hansson                        |            |                                                                         |
| | 0–5             | 30:47 − Örnskog (PP)                   |            |                                                                         |
| LeMarque (PP) − 31:57 | 1–5             |                                        |            |                                                                         |
| | 1–6             | 47:33 − Johansson (Eriksson) (PP)      |            |                                                                         |
| | 1–7             | 51:42 − Stillman (Bergqvist, Forsberg) |            |                                                                         |

| 1994. február 19. 20:00 | Egyesült Államok (USA) | 4–6 (1–2, 0–2, 3–2) | Svédország (SWE) | Håkons Hall, Lillehammer Nézőszám: 9245 |

| | Mike Dunham | Kapusok                               | Tommy Salo | Játékvezető: Petr Bolina Vonalbírók: Lonnie Cameron Pierre Tremblay |
| \| \| 0–1 \| 10:38 − Juhlin (Näslund) \| \| Lilley (Lazaro) − 10:38 \| 1–1 \| \| \| \| 1–2 \| 16:05 − Juhlin (Svensson, Berglund) \| \| \| 1–3 \| 32:51 − Juhlin (Näslund, Rohlin) (PP) \| \| \| 1–4 \| 35:21 − Hansson \| \| Ferraro (Johnson, Crowley) − 43:25 \| 2–4 \| \| \| Rolston (Drury, Ciavaglia) − 45:29 \| 3–4 \| \| \| \| 3–5 \| 49:25 − Johansson (Juhlin) (PP) \| \| Rolston (Roberts, Sacco) (PP) − 50:51 \| 4–5 \| \| \| \| 4–6 \| 59:01 − Loob \| |             |                                       |            | Játékvezető: Petr Bolina Vonalbírók: Lonnie Cameron Pierre Tremblay |
| 16 perc | Büntetések  | 10 perc                               |            | Játékvezető: Petr Bolina Vonalbírók: Lonnie Cameron Pierre Tremblay |
| 25 | Lövések     | 37                                    |            | Játékvezető: Petr Bolina Vonalbírók: Lonnie Cameron Pierre Tremblay |
| | 0–1         | 10:38 − Juhlin (Näslund)              |            | Játékvezető: Petr Bolina Vonalbírók: Lonnie Cameron Pierre Tremblay |
| Lilley (Lazaro) − 10:38 | 1–1         |                                       |            | Játékvezető: Petr Bolina Vonalbírók: Lonnie Cameron Pierre Tremblay |
| | 1–2         | 16:05 − Juhlin (Svensson, Berglund)   |            | Játékvezető: Petr Bolina Vonalbírók: Lonnie Cameron Pierre Tremblay |
| | 1–3         | 32:51 − Juhlin (Näslund, Rohlin) (PP) |            |                                                                     |
| | 1–4         | 35:21 − Hansson                       |            |                                                                     |
| Ferraro (Johnson, Crowley) − 43:25 | 2–4         |                                       |            |                                                                     |
| Rolston (Drury, Ciavaglia) − 45:29 | 3–4         |                                       |            |                                                                     |
| | 3–5         | 49:25 − Johansson (Juhlin) (PP)       |            |                                                                     |
| Rolston (Roberts, Sacco) (PP) − 50:51 | 4–5         |                                       |            |                                                                     |
| | 4–6         | 59:01 − Loob                          |            |                                                                     |

| 1994. február 21. 15:00 | Svédország (SWE) | 2–3 (1–1, 1–2, 0–0) | Kanada (CAN) | Håkons Hall, Lillehammer Nézőszám: 9245 |

| | Tommy Salo | Kapusok                  | Corey Hirsch | Játékvezető: Peter Slapke Vonalbírók: Jouni Lojander Szergej Feofanov |
| \| \| 0–1 \| 02:39 − Kontos (Johnson) \| \| Hansson (PP) − 08:57 \| 1–1 \| \| \| \| 1–2 \| 21:26 − Hlushko \| \| Loob (Näslund) − 25:19 \| 2–2 \| \| \| \| 2–3 \| 30:56 − Nedvěd (Joseph) \| |            |                          |              | Játékvezető: Peter Slapke Vonalbírók: Jouni Lojander Szergej Feofanov |
| 16 perc | Büntetések | 22 perc                  |              | Játékvezető: Peter Slapke Vonalbírók: Jouni Lojander Szergej Feofanov |
| 36 | Lövések    | 30                       |              | Játékvezető: Peter Slapke Vonalbírók: Jouni Lojander Szergej Feofanov |
| | 0–1        | 02:39 − Kontos (Johnson) |              | Játékvezető: Peter Slapke Vonalbírók: Jouni Lojander Szergej Feofanov |
| Hansson (PP) − 08:57 | 1–1        |                          |              | Játékvezető: Peter Slapke Vonalbírók: Jouni Lojander Szergej Feofanov |
| | 1–2        | 21:26 − Hlushko          |              | Játékvezető: Peter Slapke Vonalbírók: Jouni Lojander Szergej Feofanov |
| Loob (Näslund) − 25:19 | 2–2        |                          |              |                                                                       |
| | 2–3        | 30:56 − Nedvěd (Joseph)  |              |                                                                       |

Negyeddöntő
| 1994. február 23. 19:30 | Németország (GER) | 0–3 (0–0, 0–1, 0–2) | Svédország (SWE) | Gjøvik, Fjellhallen Nézőszám: 5175 |

| | Helmut de Raaf | Kapusok                               | Tommy Salo | Játékvezető: Valerij Bokarev Vonalbírók: Jay Borman Szergej Feofanov |
| \| \| 0–1 \| Stillman (Bergqvist) – 34:14 \| \| \| 0–2 \| Örnskog (Näslund) – 47:42 \| \| \| 0–3 \| Svensson (Jonsson, Loob) (PP) – 49:10 \| |                |                                       |            | Játékvezető: Valerij Bokarev Vonalbírók: Jay Borman Szergej Feofanov |
| 28 perc | Büntetések     | 16 perc                               |            | Játékvezető: Valerij Bokarev Vonalbírók: Jay Borman Szergej Feofanov |
| 18 | Lövések        | 26                                    |            | Játékvezető: Valerij Bokarev Vonalbírók: Jay Borman Szergej Feofanov |
| | 0–1            | Stillman (Bergqvist) – 34:14          |            | Játékvezető: Valerij Bokarev Vonalbírók: Jay Borman Szergej Feofanov |
| | 0–2            | Örnskog (Näslund) – 47:42             |            | Játékvezető: Valerij Bokarev Vonalbírók: Jay Borman Szergej Feofanov |
| | 0–3            | Svensson (Jonsson, Loob) (PP) – 49:10 |            | Játékvezető: Valerij Bokarev Vonalbírók: Jay Borman Szergej Feofanov |

Elődöntő
| 1994. február 25. 21:00 | Oroszország (RUS) | 3–4 (1–2, 0–1, 2–1) | Svédország (SWE) | Håkons Hall, Lillehammer Nézőszám: 9245 |

| | Andrej Zujev | Kapusok                                 | Tommy Salo | Játékvezető: Mika Lepaus Vonalbírók: Lonnie Cameron Pierre Tremblay |
| \| \| 0–1 \| 03:13 – Svensson (Bergqvist, Forsberg) \| \| \| 0–2 \| 06:54 – Juhlin (Forsberg, Hansson) \| \| Taraszenko (PP) – 18:36 \| 1–2 \| \| \| \| 1–3 \| 24:43 – Bergqvist (Forsberg, Loob) (PP) \| \| \| 1–4 \| 45:11 – Juhlin (Näslund) \| \| Berezin (Szorokin) – 58:49 \| 2–4 \| \| \| Guszmanov (Kudasov) – 58:59 \| 3–4 \| \| |              |                                         |            | Játékvezető: Mika Lepaus Vonalbírók: Lonnie Cameron Pierre Tremblay |
| 6 perc | Büntetések   | 12 perc                                 |            | Játékvezető: Mika Lepaus Vonalbírók: Lonnie Cameron Pierre Tremblay |
| 21 | Lövések      | 18                                      |            | Játékvezető: Mika Lepaus Vonalbírók: Lonnie Cameron Pierre Tremblay |
| | 0–1          | 03:13 – Svensson (Bergqvist, Forsberg)  |            | Játékvezető: Mika Lepaus Vonalbírók: Lonnie Cameron Pierre Tremblay |
| | 0–2          | 06:54 – Juhlin (Forsberg, Hansson)      |            | Játékvezető: Mika Lepaus Vonalbírók: Lonnie Cameron Pierre Tremblay |
| Taraszenko (PP) – 18:36 | 1–2          |                                         |            | Játékvezető: Mika Lepaus Vonalbírók: Lonnie Cameron Pierre Tremblay |
| | 1–3          | 24:43 – Bergqvist (Forsberg, Loob) (PP) |            |                                                                     |
| | 1–4          | 45:11 – Juhlin (Näslund)                |            |                                                                     |
| Berezin (Szorokin) – 58:49 | 2–4          |                                         |            |                                                                     |
| Guszmanov (Kudasov) – 58:59 | 3–4          |                                         |            |                                                                     |

Döntő
| 1994. február 27. 15:15 | Kanada (CAN) | 2–3 (sz.) (0–1, 0–0, 2–1) (h.u.: 0–0) (sz.: 0–1) | Svédország (SWE) | Håkons Hall, Lillehammer Nézőszám: 9245 |

| | Corey Hirsch | Kapusok                                                  | Tommy Salo | Játékvezető: Rob Hearn Vonalbírók: Jay Borman Václav Český |
| \| \| 0–1 \| 06:10 – Jonsson (Loob, Forsberg) (PP) \| \| Kariya (Kontos, Johnson) – 49:08 \| 1–1 \| \| \| Mayer – 51:43 \| 2–1 \| \| \| \| 2–2 \| 58:11 – Svensson (Forsberg, Jonsson) (PP) \| |              |                                                          |            | Játékvezető: Rob Hearn Vonalbírók: Jay Borman Václav Český |
| Nedvěd Kariya Norris Parks Johnson Nedvěd Kariya | Szétlövés    | Loob Svensson Näslund Forsberg Hansson Svensson Forsberg |            | Játékvezető: Rob Hearn Vonalbírók: Jay Borman Václav Český |
| 10 perc | Büntetések   | 10 perc                                                  |            | Játékvezető: Rob Hearn Vonalbírók: Jay Borman Václav Český |
| 21 | Lövések      | 42                                                       |            | Játékvezető: Rob Hearn Vonalbírók: Jay Borman Václav Český |
| | 0–1          | 06:10 – Jonsson (Loob, Forsberg) (PP)                    |            | Játékvezető: Rob Hearn Vonalbírók: Jay Borman Václav Český |
| Kariya (Kontos, Johnson) – 49:08 | 1–1          |                                                          |            | Játékvezető: Rob Hearn Vonalbírók: Jay Borman Václav Český |
| Mayer – 51:43 | 2–1          |                                                          |            |                                                            |
| | 2–2          | 58:11 – Svensson (Forsberg, Jonsson) (PP)                |            |                                                            |

| Csapat           | Helyezés |
| ---------------- | -------- |
| Svédország (SWE) |          |

## Rövidpályás gyorskorcsolya
Férfi
| Versenyző        | Versenyszám | Előfutam | Előfutam | Negyeddöntő | Negyeddöntő | Elődöntő | Elődöntő | B döntő | B döntő | Döntő   | Döntő   | Helyezés |
| Versenyző        | Versenyszám | Idő      | Hely.    | Idő         | Hely.       | Idő      | Hely.    | Idő     | Hely.   | Idő     | Hely.   | Helyezés |
| ---------------- | ----------- | -------- | -------- | ----------- | ----------- | -------- | -------- | ------- | ------- | ------- | ------- | -------- |
| Martin Johansson | 500 m       | 44,94    | 2.       | 44,96       | 2.          | 46,04    | 4.       | 45,24   | 3.      |         |         | 7.       |
| Martin Johansson | 1000 m      | 1:32,50  | 3.       | kiesett     | kiesett     | kiesett  | kiesett  | kiesett | kiesett | kiesett | kiesett | 17.      |

## Síakrobatika
Ugrás
| Versenyző           | Versenyszám | Selejtező | Selejtező | Döntő   | Döntő    |
| Versenyző           | Versenyszám | Pont      | Helyezés  | Pont    | Helyezés |
| ------------------- | ----------- | --------- | --------- | ------- | -------- |
| Mats Johansson      | Férfi       | 192,57    | 11.       | 207,52  | 8.       |
| Liselotte Johansson | Női         | 142,15    | 14.       | kiesett | kiesett  |
| Marie Lindgren      | Női         | 155,70    | 3.        | 165,88  |          |

Mogul
| Versenyző       | Versenyszám | Selejtező | Selejtező | Döntő   | Döntő    |
| Versenyző       | Versenyszám | Pont      | Helyezés  | Pont    | Helyezés |
| --------------- | ----------- | --------- | --------- | ------- | -------- |
| Anders Jonell   | Férfi       | 24,75     | 10.       | 24,50   | 11.      |
| Jörgen Pääjärvi | Férfi       | 24,90     | 9.        | 25,51   | 5.       |
| Leif Persson    | Férfi       | 24,40     | 14.       | 24,05   | 12.      |
| Fredrik Thulin  | Férfi       | 24,67     | 11.       | 24,50   | 10.      |
| Helena Waller   | Női         | 22,05     | 17.       | kiesett | kiesett  |

## Sífutás
Férfi
| Versenyző                                                      | Versenyszám         | Eredmény  | Helyezés |
| -------------------------------------------------------------- | ------------------- | --------- | -------- |
| Anders Bergström                                               | 30 km               | 1:18:22,2 | 22.      |
| Henrik Forsberg                                                | 30 km               | 1:16:10,8 | 12.      |
| Mathias Fredriksson                                            | 30 km               | 1:18:34,5 | 23.      |
| Niklas Jonsson                                                 | 10 km               | 26:27,6   | 30.      |
| Niklas Jonsson                                                 | 50 km               | 2:17:54,9 | 27.      |
| Christer Majbäck                                               | 10 km               | 25:55,2   | 19.      |
| Christer Majbäck                                               | 15 km üldözőverseny | 40:22,5   | 23.      |
| Christer Majbäck                                               | 50 km               | 2:10:03,8 | 6.       |
| Torgny Mogren                                                  | 10 km               | 26:21,7   | 27.      |
| Torgny Mogren                                                  | 30 km               | 1:18:41,3 | 24.      |
| Jan Ottosson                                                   | 10 km               | 25:47,9   | 14.      |
| Jan Ottosson                                                   | 15 km üldözőverseny | 39:12,4   | 15.      |
| Jan Ottosson                                                   | 50 km               | 2:13:55,2 | 18.      |
| Jan Ottosson Christer Majbäck Anders Bergström Henrik Forsberg | 4 × 10 km váltó     | 1:45:22,7 | 6.       |

Női
| Versenyző                                                                    | Versenyszám         | Eredmény  | Helyezés |
| ---------------------------------------------------------------------------- | ------------------- | --------- | -------- |
| Annika Evaldsson                                                             | 5 km                | 15:35,7   | 25.      |
| Annika Evaldsson                                                             | 10 km üldözőverseny | 32:03,4   | 29.      |
| Annika Evaldsson                                                             | 15 km               | 45:25,4   | 29.      |
| Anna Frithioff                                                               | 5 km                | 15:13,3   | 17.      |
| Anna Frithioff                                                               | 10 km üldözőverseny | 32:50,1   | 37.      |
| Anna Frithioff                                                               | 30 km               | 1:29:07,2 | 13.      |
| Anna-Lena Fritzon                                                            | 5 km                | 15:52,9   | 35.      |
| Anna-Lena Fritzon                                                            | 10 km üldözőverseny | 31:29,5   | 25.      |
| Anna-Lena Fritzon                                                            | 15 km               | 44:26,9   | 19.      |
| Lis Frost                                                                    | 30 km               | 1:33:04,1 | 28.      |
| Antonina Ordina                                                              | 5 km                | 14:59,2   | 10.      |
| Antonina Ordina                                                              | 10 km üldözőverseny | 29:23,5   | 9.       |
| Antonina Ordina                                                              | 15 km               | 42:29,1   | 7.       |
| Antonina Ordina                                                              | 30 km               | 1:28:39,2 | 11.      |
| Marie-Helene Westin-Östlund                                                  | 15 km               | 44:03,6   | 17.      |
| Marie-Helene Westin-Östlund                                                  | 30 km               | 1:28:46,2 | 12.      |
| Anna Frithioff Marie-Helene Westin-Östlund Anna-Lena Fritzon Antonina Ordina | 4 × 5 km váltó      | 1:00:05,8 | 6.       |

## Síugrás
| Versenyző                                                            | Versenyszám | 1. ugrás | 1. ugrás | 2. ugrás | 2. ugrás | Összesítés | Összesítés |
| Versenyző                                                            | Versenyszám | Pont     | Hely.    | Pont     | Hely.    | Pont       | Helyezés   |
| -------------------------------------------------------------------- | ----------- | -------- | -------- | -------- | -------- | ---------- | ---------- |
| Fredrik Johansson                                                    | Normálsánc  | 102,0    | 37.*     | 71,0     | 47.*     | 173,0      | 43.        |
| Fredrik Johansson                                                    | Nagysánc    | 68,4     | 36.      | 54,9     | 43.*     | 123,3      | 40.        |
| Mikael Martinsson                                                    | Normálsánc  | 108,5    | 31.**    | 114,0    | 19.      | 222,5      | 23.        |
| Mikael Martinsson                                                    | Nagysánc    | 65,6     | 39.*     | 74,7     | 28.      | 140,3      | 34.        |
| Johan Rasmussen                                                      | Nagysánc    | 62,4     | 43.      | 52,5     | 45.      | 114,9      | 41.        |
| Staffan Tällberg                                                     | Normálsánc  | 97,0     | 41.*     | 98,5     | 29.*     | 195,5      | 34.        |
| Staffan Tällberg                                                     | Nagysánc    | 24,8     | 56.      | 36,5     | 55.      | 61,3       | 56.        |
| Magnus Westman                                                       | Normálsánc  | 88,5     | 49.      | 59,5     | 53.      | 148,0      | 53.        |
| Mikael Martinsson Staffan Tällberg Johan Rasmussen Fredrik Johansson | Csapat      | 320,7    | 10.      | 332,6    | 10.      | 653,3      | 10.        |

* - egy másik versenyzővel azonos eredményt ért el

** - két másik versenyzővel azonos eredményt ért el

## Szánkó
| Versenyző                        | Versenyszám | 1. futam | 1. futam | 2. futam | 2. futam | 3. futam | 3. futam | 4. futam | 4. futam | Összesítés | Összesítés |
| Versenyző                        | Versenyszám | Idő      | Hely.    | Idő      | Hely.    | Idő      | Hely.    | Idő      | Hely.    | Idő        | Helyezés   |
| -------------------------------- | ----------- | -------- | -------- | -------- | -------- | -------- | -------- | -------- | -------- | ---------- | ---------- |
| Mikael Holm                      | Férfi egyes | 50,917   | 13.      | 51,087   | 14.      | 50,946   | 16.      | 51,099   | 14.      | 3:24,049   | 12.        |
| Anders Söderberg                 | Férfi egyes | 51,111   | 16.      | 51,197   | 15.      | 50,809   | 12.      | 50,982   | 12.      | 3:24,099   | 13.        |
| Bengt Walden                     | Férfi egyes | 51,331   | 18.      | 51,325   | 16.      | 51,091   | 17.      | 51,105   | 15.      | 3:24,852   | 17.        |
| Hans Kohala Carl-Johan Lindqvist | Kettes      | 48,970   | 12.      | 49,268   | 14.      |          |          |          |          | 1:38,238   | 13.        |